# Breakin' Down
Breakin' Down è una power ballad della rock band statunitense Skid Row, pubblicato nel 1995 come singolo tratto dal terzo album del gruppo, Subhuman Race. 
La canzone è stata scritta da Dave Sabo e prodotta da Bob Rock. Un remix della canzone è stato inserito nella raccolta 40 Seasons: The Best of Skid Row
È nota anche per essere stata inclusa nella colonna sonora del film L'ultima profezia con Christopher Walken del 1995. Il video musicale del singolo infatti mostra anche immagini dal film. Esiste inoltre un secondo video per il singolo che mostra immagini solo del gruppo
Il singolo si è piazzato alla posizione numero 48 della Official Singles Chart.

## Il brano
Scritto nel 1994, la canzone risente della svolta musicale del gruppo, che, come in tutto il resto dell'album, vira su sonorità più aggressive e moderne, in questo caso però emerge solo un sound più moderno e melodico. 

## Tracce
Part 1 of a 2 CD Set.
1. "Breakin' Down" (LP Version)
2. "Firesign" (Demo Version)
3. "Slave to the Grind" (Live)
4. "Monkey Business" (Live)

Part 2 of a 2 CD Set.
1. "Breakin' Down" (LP Version)
2. "Frozen" (Demo Version)
3. "Beat Yourself Blind" (Live)
4. "Psycho Therapy" (Live) [originally performed by The Ramones]

German Version
1. "Breakin' Down" (LP Version)
2. "Firesign" (Demo Version)
3. "Frozen" (Demo Version)

UK Limited Edition Green 7" Vinyl
1. "Breakin' Down" (LP Version)
2. "Riot Act" (Live) - Recorded at the Astoria, London, March 1995